# Беллерс, Карлайон
Карлайон Беллерс (англ. Carlyon Bellairs, полное имя Carlyon Wilfroy Bellairs; 1871—1955) — офицер британского Королевского флота, также политик.

## Биография
Родился 15 марта 1871 года в Гибралтаре, в семье генерал-лейтенанта сэра Уильяма Беллерса и его жены Бланш Сент-Джон Беллерс (Blanche St. John Bellairs).
Карлайон Беллерс был лейтенантом Королевского флота и вышел с военной службы в отставку 15 марта 1902 года.
Занялся политической деятельностью, на всеобщих выборах 1906 года был избран в британский парламент от округа Кингс Линн как член Либеральной партии, но в октябре 1906 перешёл в партию Liberal Unionist Party. На всеобщих выборах в январе 1910 года он безуспешно баллотировался на выборах от округа Уэст-Солфорд, а в декабре 1910 года также потерпел неудачу в округе Уолтемстоу.
В 1911 году Карлайон Беллерс женился на дочери американского полковника Шарлотте Пирсон. В 1910-х был членом London County Council от Партии муниципальных реформ, уйдя в отставку 17 апреля 1915 года. Он вернулся в парламент в качестве члена консервативной партии от округа Мейдстоун на дополнительных выборах в феврале 1915 года и снова был переизбран в 1918 году. Беллерс не прошёл в парламент на выборах 1931 года, отказавшись от баронетства в 1927 году и от политической деятельности вообще.
После смерти жены Шарлотты в 1939 году, Карлайон жил в Лондоне, был членом клубов Carlton Club и Coefficients dining club.
Умер 22 августа 1955 года на Барбадосе.